# Eucera pekingensis
Eucera pekingensis är en biart som beskrevs av Keizo Yasumatsu 1946. Eucera pekingensis ingår i släktet långhornsbin, och familjen långtungebin. Inga underarter finns listade i Catalogue of Life.